# La mujer del animal
La mujer del animal és una pel·lícula colombiana estrenada l'any 2016 i dirigida pel cineasta antioqueño Víctor Gaviria. Es tracta del seu quart llargmetratge després de Rodrigo D. No Futuro (1990), La vendedora de rosas (1998) i Sumas y restas (2005). La història se centra en Amparo, una dona que és víctima dels abusos del seu cònjuge, conegut com "l'animal". Fou projectada a la secció Contemporary World Cinema del Festival Internacional de Cinema de Toronto de 2016.

## Sinopsi
Amparo fuig d'un internat de monges i arriba a un sector marginat de Medellín per viure amb la seva germana. Allí, un delinqüent anomenat Libardo i conegut com "l'animal" la rapta i l'obliga a viure sota el seu mateix sostre, convertint-la en la seva dona. La comunitat, temorosa d'alguna represàlia per part de Libardo, no intercedeix en favor d'Amparo, qui acaba tenint una filla amb el seu infame cònjuge.
- Natalia Polo - Amparo Gómez
- Tito Alexánder Gómez - Libardo Ramírez
- Jesús Vásquez - Jesús

## Premis i reconeixements
- 2016: Festival Internacional del Nou Cinema Llatinoamericà de l'Havana: Secció Oficial de llargmetratges a concurs.[5]
- 2017: Festival de Màlaga: millor direcció i millor muntatge.[6]
- 2017: XXIII Mostra de Cinema Llatinoamericà de Catalunya: Premi del públic, premi a la millor pel·lícula i al millor director.[7]
- 2018: LX edició dels Premis Ariel nominada a Millor pel·lícula iberoamericana[8]